# Villa Alcalá (gemeente)
Villa Alcalá is een gemeente (municipio) in de Boliviaanse provincie Tomina in het departement Chuquisaca. De gemeente telt naar schatting 5.172 inwoners (2018). De hoofdplaats is Alcalá.

## Indeling
De gemeente bestaat uit 1 kanton (Alcalá) met onderkantons:
- Vicecantón Alcalá - 838 inwoners (2001)
- Vicecantón Garsas - 146 inw.
- Vicecantón Hoya da Chica - 125 inw.
- Vicecantón Huasa Pampa - 139 inw.
- Vicecantón K'Aspicancha - 184 inw.
- Vicecantón Lima Bamba Alto - 255 inw.
- Vicecantón Lima Bamba Bajo - 166 inw.
- Vicecantón Lima Bamba Centro - 459 inw.
- Vicecantón Matela Alta - 201 inw.
- Vicecantón Mosoj Llajta - 219 inw.
- Vicecantón Naranjos - 177 inw.
- Vicecantón Poma Bambillo - 139 inw.
- Vicecantón Salazar Pampa - 121 inw.
- Vicecantón Tipas - 308 inw.
- Vicecantón Villca Villca - 171 inw.
- Vicecantón Wanca Pampa - 386 inw.